# Mezinárodní symbol kojení

Mezinárodní symbol kojení

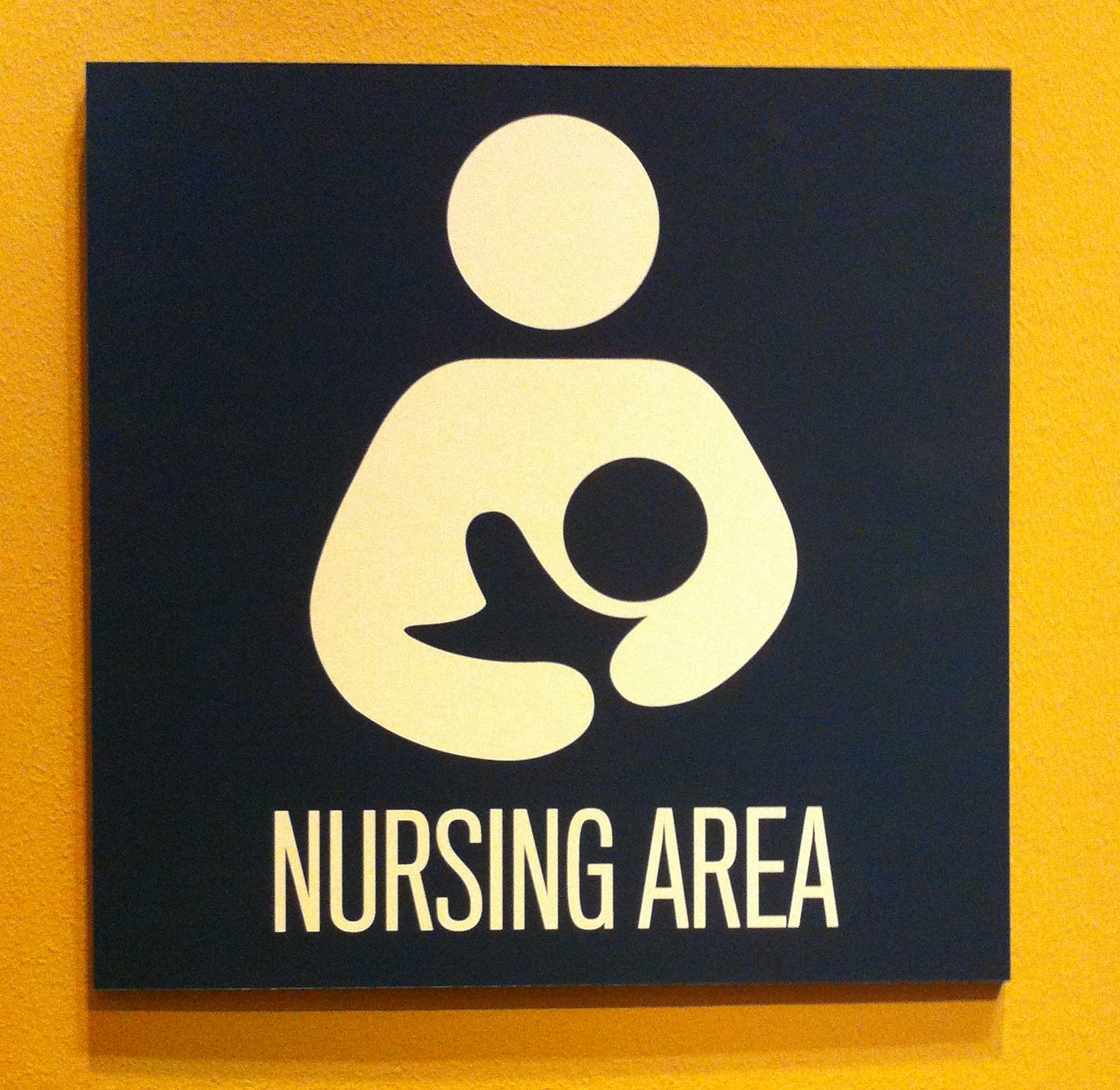
Označení soukromého ošetřovatelského prostoru pomocí mezinárodního symbolu kojení v muzeu v Dallasu v Texasu

Mezinárodní symbol kojení je symbol, který znázorňuje ženu, která kojí dítě. Navrhl jej Matt Daigle, grafik, v soutěži pořádané časopisem Mothering. Vítěz byl vybrán v listopadu 2006 z celkového počtu více než 500 příspěvků. Daigle říká, že jeho žena a syn mu byli inspirací k vytvoření symbolu. Uvolnil autorská práva k symbolu jako public domain.
Rostoucí kulturní rozmanitost a osobní mobilita motivovaly touhu po univerzálních způsobech komunikace. Mezinárodní symbol kojení byl vytvořen ve stylu AIGA symbolů běžně vídaných na veřejných místech. Takové symboly jsou určeny k tomu, aby jim na první pohled porozuměla většina lidí bez písemných popisů vysvětlujících, co znamenají.
Mezinárodní symbol kojení byl vytvořen, aby reagoval na vnímaný problém, kdy není k dispozici všeobecně uznávaný a srozumitelný symbol pro kojení na veřejných místech. Moderní ikonografie představující dětství obvykle zahrnuje umělé krmení nebo uklidňující předměty, jako je ikona kojenecké lahvičky nebo symbol dudlíku. Kojenecké pokoje často používají symbol kojenecké láhve k označení toho, co jsou, namísto symbolu matky kojící dítě. Bylo navrženo, že použití symbolu může být užitečné při posunu kulturního paradigmatu krmení z láhve směrem k biologické normě kojení.
V červenci 2007 byla spuštěna stránka International Breastfeeding Symbol, webová stránka věnovaná novému symbolu.

## Příklady použití symbolu
- V roce 2008 představila organizace South Sound Breastfeeding Network ve státě Washington ve Spojených státech tento symbol v kampani „Beastfeeding Welcome Here“.[6]

- V roce 2009 bylo dohodnuto, že symbol bude vyvěšen v restauraci Chick-fil-A ve Winter Park na Floridě ve Spojených státech po stížnosti zákaznice restaurace, že ji manažer restaurace nezákonně požádal, aby zakryla hlavičku svého dítěte při kojení.[7]

## Variace
Dnes jsou k dispozici nové, inkluzivnější symboly podle stejné šablony, například se symbolem matky, která kojí a dává mléko, matky, která kojí a kombinuje krmení s náhradním mlékem, matky, která ztratila dítě a dává mléko pro banku lidského mléka atd.